# Mumraj (divadelní hra)

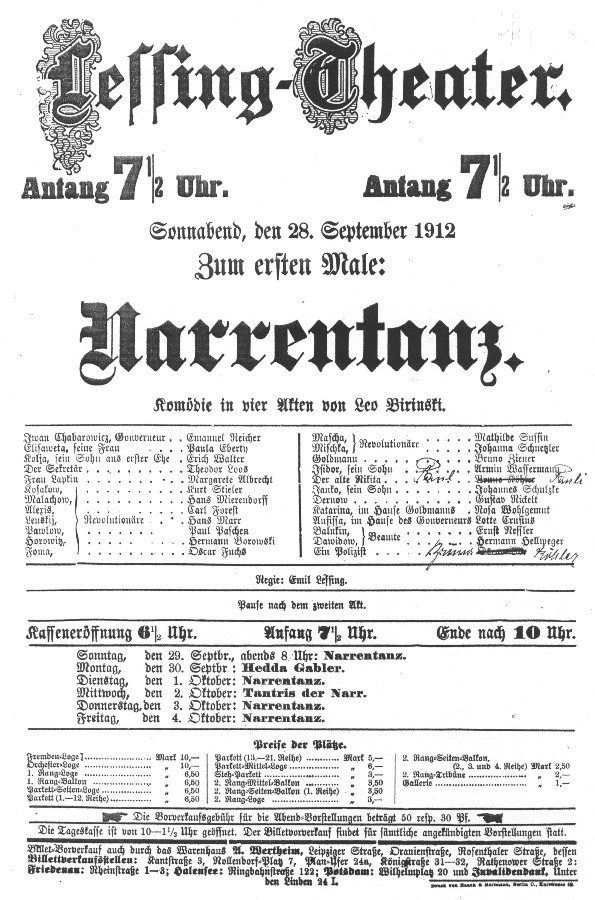
Cedule ke světové premiéře Mumraje v divadle Lessing-Theater v Berlíně (28. září 1912).

Mumraj je nejúspěšnější divadelní hra židovského dramatika a scenáristy Lea Birinského. Její jevištní život začal globální premiérou v deseti divadlech současně – plánované jedenácté představení v Moravské Ostravě se z technických důvodů o den opozdilo. Vzhledem k osobní účasti autora lze za skutečnou světovou premiéru považovat berlínské představení. Velice rychle následovaly další inscenace v mnoha německých divadlech, včetně Irving Place German Theatre v New Yorku. Dobový tisk psal o plánovaných překladech až do 11 jazyků, dnes se jich z té doby podařilo jednoznačně prokázat sedm včetně češtiny. Velmi pravděpodobně však vznikly i další. Existují dokonce indicie na uvedení Mumraje v Japonsku – právě jím měl být v roce 1913 zahájen provoz nově vybudovaného moderního tokijského divadla. Potvrdit tuto informaci se však zatím nepodařilo.
Řadu překladů zahájilo české uvedení v pražském Národním divadle, pouhé tři dny po německé premiéře a rovněž za účasti autora. Německy psaná satira na ruské (tedy potažmo slovanské) poměry od židovského autora žijícího ve Vídni by však byla v českém divadle asi špatně průchodná. Vedení Národního divadla tedy využilo autorova rusky znícího jména k malé mystifikaci a na plakáty nechalo vytisknout větu „Rusky napsal Lev Birinskij“. Ani překladatel Červinka tuto hru nezkazil, dokonce v knižním vydání solidárně neuvedl původní jazyk díla – použil formulaci „z rukopisu přeložil…“ Část novinářů (zejména z vídeňských českých listů) mystifikaci hned prohlédla, ale to se Mumraj již hrál. Každopádně tehdy vznikla velmi houževnatá legenda o ruskojazyčném původu Birinského her. Legenda, která přežila až do současnosti a spolu s českým textem se rozšířila i do ciziny.
S Mumrajem se Birinski pokoušel prorazit i v USA. Práva na pořízení a provozování anglického překladu si zajistila na podzim 1912 společnost Klaw & Erlanger, ale již na jaře 1913 se od původní činohry přiklonila k adaptaci na hudební komedii s názvem The Merry Martyr. Scénář a texty písní napsal Glen MacDonough, hudbu složil původně vídeňský skladatel Hugo Riesenfeld. V denním tisku byla avizována premiéra nejprve na 30. srpna 1913 v Colonial Theatre v Bostonu, ale o měsíc později vyšla podrobná informace o premiéře plánované na 29. září 1913 ve Forrest-Theatre ve Philadelphii. Z článku vyplývá, že děj hry byl přesazen do jakési fiktivní španělské provincie Vallamadoosa, uvedeno je i složení hereckého souboru, u části postav jejich nová španělská jména a fotografie ze zkoušky. Kritika inscenaci v podstatě ztrhala, takže po dvou týdnech provozování „zemřela předčasnou americkou smrtí“, jak napsal teatrolog Hiram Kelly Moderwell. Na přesun do New Yorku už nedošlo. V British Library se zachoval zpěvníček písní k této adaptaci. Vídeňský kritik a satirik Karl Kraus vyslovil podezření, že „Glen MacDonough“ je pouze pseudonym samotného Birinského, není to však pravděpodobné – z jiných indicií je jasné, že v té době by jeho angličtina ještě na literární tvorbu nestačila. V letech 1932–1935 se v USA postupně objevilo několik zpráv o plánovaných inscenacích Birinského her v adaptaci  Hermana J. Mankiewicze a pod názvy The Devil's Elbow, A New Spanish Custom respektive An Old Spanish Custom. Podle dostupných kusých informací šlo jen o další různé verze Mumraje, jehož děj byl opět přesazen do španělského prostředí. K realizaci zřejmě ani v jednom případě nedošlo. Pokud známo, v původní činoherní podobě a v původních ruských reáliích se v USA (kromě německého Irving Place German Theatre) nikdo hru inscenovat nepokusil.
Mumraj se stal první Birinského hrou, která se po letech zapomnění objevila i v novodobém divadle. Podle nedoložené hypotézy znovuobjevil český překlad Mumraje koncem 50. nebo začátkem 60. let 20. století Alfréd Radok. Doložené je, že český překlad textu objevili nezávisle na sobě: v 60. letech 20. století neznámo kde režisér Jiří Vrba a v 70. letech v českých antikvariátech režisérka amatérského divadla Marie Kubrová a slovenský dramaturg, překladatel a režisér Martin Porubjak. Vrba hru přeložil (patrně v přesvědčení o jejím ruskojazyčném původu) zpět do němčiny, nazval ji Mummenschanz a vyvezl do Vídně. Kubrová roku 1976 hru inscenovala v pražském amatérském divadle Maryša a později se k ní ještě dvakrát vrátila. Uvedení v československých profesionálních divadlech v té době nebylo z cenzurních důvodů možné, takže Porubjak věnoval kopii českého textu makedonskému režisérovi Vladimiru Milčinovi. Ten hru přeložil do makedonštiny a inscenoval roku 1980 ve Skopje. Následovaly inscenace v chorvatském, slovinském a srbském překladu. V tehdejším Československu byla hra profesionálními divadly uvedena až roku 1991, nejprve v Bratislavě a pak v pražském Činoherním klubu. A právě odtud se informace o Mumraji dostala do Maďarska, kde vzniklo několik inscenací v nově pořízeném, moderním maďarském překladu. Roku 1995 se segedínské zpracování stalo inspirací pro televizní inscenaci Maďarské televize (MTV 1). Roku 2001 hru natočila pod názvem Chaos jako televizní inscenaci i Slovenská televize v režii Milana Lasici. V Národním filmovém archivu v Praze je uložen literární scénář Antonína Máši, napsaný s podtitulem Komedie o ukradené revoluci podle původní divadelní hry. Scénář je datován v červenci 1992 a nikdy nebyl realizován.
Mumraj se občas objeví v divadle i v současné době, především na amatérských scénách. Roku 2009 byl však uveden i v pražském Divadle na Vinohradech, roku 2017 se k němu vrátil Činoherní klub.

## Základní informace o hře
- Autor: Leo Birinski.
- Původní název: Narrentanz.
- Podtitul: Tragikomedie ve čtyřech dějstvích (někdy hrána v autorově úpravě ve třech dějstvích).
- Jazyk originálu: němčina.
- Vydání tiskem: München und Leipzig : Georg Müller Verlag, 1912.
- První jevištní uvedení: 28. září 1912 – Lessing-Theater, Berlín; režie: Emil Lessing.[32]
  - Současně se uskutečnily premiéry v divadlech: Praha – Neues Deutsches Theater, Vídeň – Neue Wiener Bühne, Mnichov – Schauspielhaus, Drážďany – Schauspielhaus, Kolín nad Rýnem – Schauspielhaus, Königsberg in Preußen (dnes Kaliningrad) – Stadttheater, Lipsko – Schauspielhaus, Frankfurt nad Mohanem – Neues Theater a Hannover – Deutsches Theater.[1] Jedenáctá premiéra se uskutečnila z technických důvodů o den později: Moravská Ostrava – Stadttheater.[2]
- Další inscenace v němčině rychle následovaly – pravděpodobný a téměř jistě neúplný výčet:
  - Aschaffenburg – Stadttheater, Barmen (dnes část města Wuppertalu) – Stadttheater, Bern – Stadttheater, Bonn – Stadttheater, Brémy – Schauspielhaus, Czernowitz – Stadttheater, Düsseldorf – Schauspielhaus, Hamburk – Schauspielhaus, Mainz – Stadttheater, Marburg – Stadttheater, Norimberk – Intimes Theater, Opava – Stadttheater, Ústí nad Labem – Stadttheater, Zwickau – Stadttheater.[1]
  - New York – Irving Place German Theatre, 13. listopadu 1912.[5]
- Zpětný překlad z češtiny do němčiny čili skutečná literární perlička:
  - Němčina – Jiří Vrba a Stephan Stroux (1969 ?? – z českého překladu, název Mummenschanz);[22] inscenace: Vídeň – Volkstheater (Lidové divadlo; 1971),[23] tiskem ve Vídni (1969).
- Překlady:[33]
  - Polština – Jarosław Czesław Pieniążek (1913, název Taniec czynowników); inscenace: Lvov – Teatr miejski (Městské divadlo, 1913), Krakov – Teatr miejski im. Juliusza Słowackiego w Krakowie (Městské divadlo Julia Słowackého, 1913 a 1920), Poznaň – Teatr Polski (Polské divadlo, 1913), Varšava – Teatr Letni w Ogrodzie Saskim (Letní divadlo v Saské zahradě, září 1915), Lodž – Teatr Polski (Polské divadlo, 1915), Lublin – Teatr Wielky (Velké divadlo, 1915), Płock – Zespół Objazdowy Pilawy Czesławskiego ?, 1915), Vilnius – Teatr Polski w Wilnie (Polské divadlo ve Vilně, 1922).[34] Uvádění hry v polštině má zajímavé politické konotace: v rakousko-uherské a německé části rozděleného Polska se objevila bezprostředně po globální premiéře, v ruské části až po odchodu ruských vojsk v srpnu 1915 z Varšavy. Ve Vilniusu se hrál bezprostředně po připojení Střední Litvy k Polsku roku 1922.
  - Slovinština – Anton Melik (1913, název Vrtoglavci); inscenace: Lublaň – Slovensko deželno gledališče (Slovinské zemské divadlo, 1913), Nova Gorica – Primorsko dramsko gledališče (Přímořské činoherní divadlo, 1987).
  - Maďarština – Ferenc Herczeg (1913, název Bolondok tánca); inscenace: Budapešť – Nemzeti Színház (Národní divadlo, 1913);
    - Miklós Győrffy (1994, název Bolondok tánca); inscenace: Segedín – Szegedi Nemzeti Színház (Segedínské národní divadlo, 1994); Marosvásárhely – Marosvásárhelyi Nemzeti Színház (Marosvásárhelyské národní divadlo, 1995); Budapešť – Skéné Színház (Divadlo Skéné, 1998); Pécs – Pécsi Nemzeti Színház (Péčské národní divadlo, 2009);[35]
    - neznámý překladatel patrně z českého textu (2002, název Maskarádé); inscenace: Budapešť – amatérský soubor Ször Pentin Társulat (2002).

  - Dánština – Carl Behrens (1913, název Narredans); inscenace: Kodaň – Dagmar Theatret (1913).
  - Nizozemština – pravděpodobně Herman Heijermans (1913, název Narrendans); inscenace: Amsterdam – společnost N.V. Tooneelvereeniging v divadle Grand Théâtre (1914).
  - Francouzština – Maurice Rémon (název La Danse des fous); inscenace: Paříž – Théâtre de l'Œuvre v divadle Théâtre Antoine, které inscenaci posléze převzalo (1914); tiskem v časopisu La Grande Revue (1917), knižně Lingva, Lisieux (2016).[36]
  - Makedonština – Vladimir Milčin (1980 – z českého překladu, název Бркотница / Brkotnica); inscenace: Skopje – Dramski teatar (Činoherní divadlo, 1980).[27]
  - Chorvatština – Tomislav Lipljin (1982 – z českého překladu, název Maskerada); inscenace: Varaždin – Narodno kazalište „August Cesarec“ (Národní divadlo „August Cesarec“, 1982).
  - Srbština – Vida Ognjenović (1988, název Луда игрa / Luda igra); inscenace: Novi Sad – Srpsko narodno pozorište (Srbské národní divadlo, 1988).
  - Slovenština – Martin Porubjak (1991 – z českého překladu, název Chaos); inscenace: Bratislava – Slovenské národné divadlo – Malá scéna (1991).
  - Ruština – Oleg Malevič a Viktoria Kamenskaja (2004 – z českého překladu, úprava: Ladislav Smoček, název Хоровод масок / Chorovod masok); tiskem v Petrohradu (2004).[37] Scénické provedení: Jaroslavl – Jaroslavskij gosudarstvennyj těatralnyj institut (Jaroslavský státní divadelní institut, 2010), jediné neveřejné představení absolventské inscenace.

### Mumraj včeštině
- Překlad: Vincenc Červinka (1912).
- Vydání tiskem: Praha : J. Otto, 1912 ??.

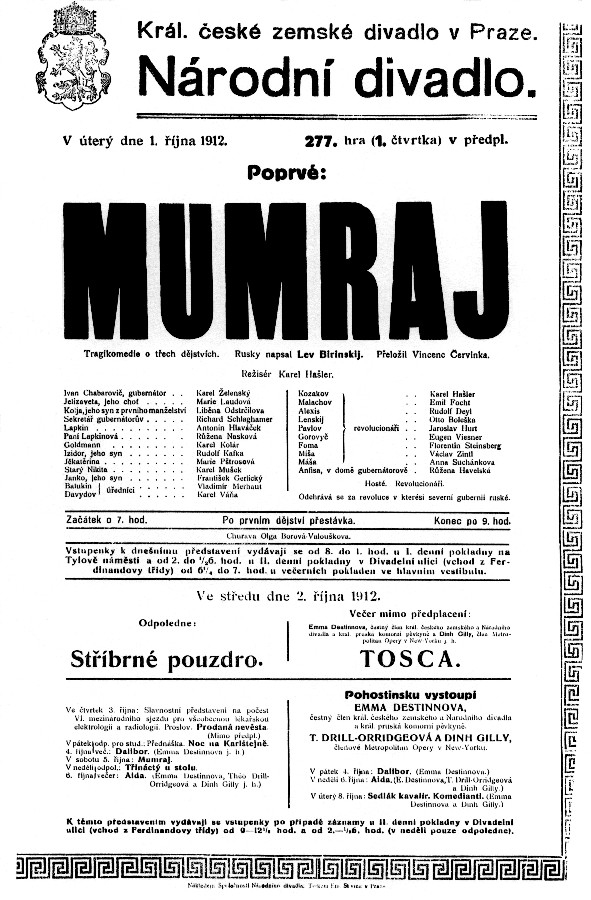
Cedule k české premiéře Mumraje v Národním divadle v Praze (1. října 1912).
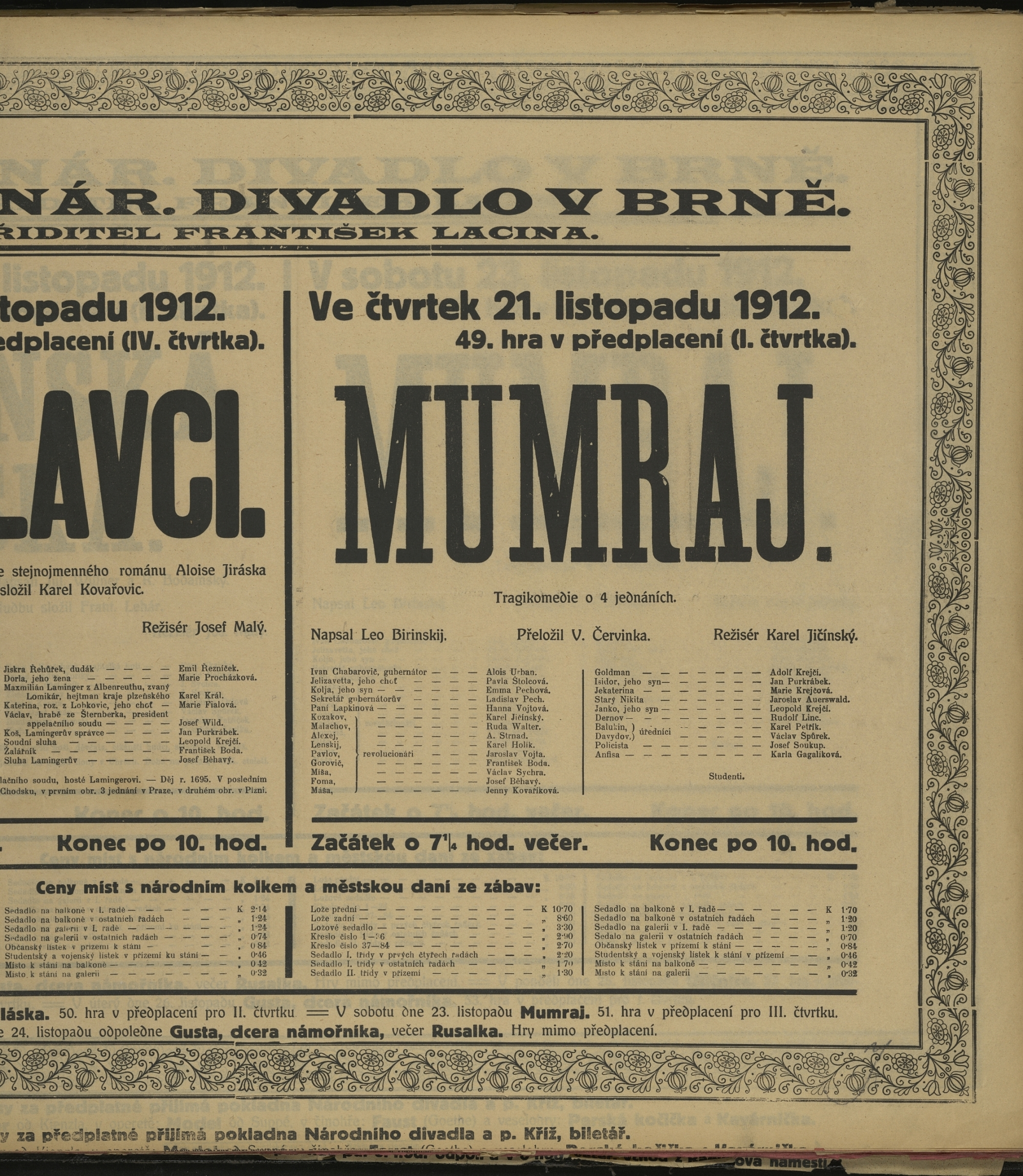
Cedule k premiéře Mumraje v Českém Národním divadle v Brně (21. listopadu 1912).
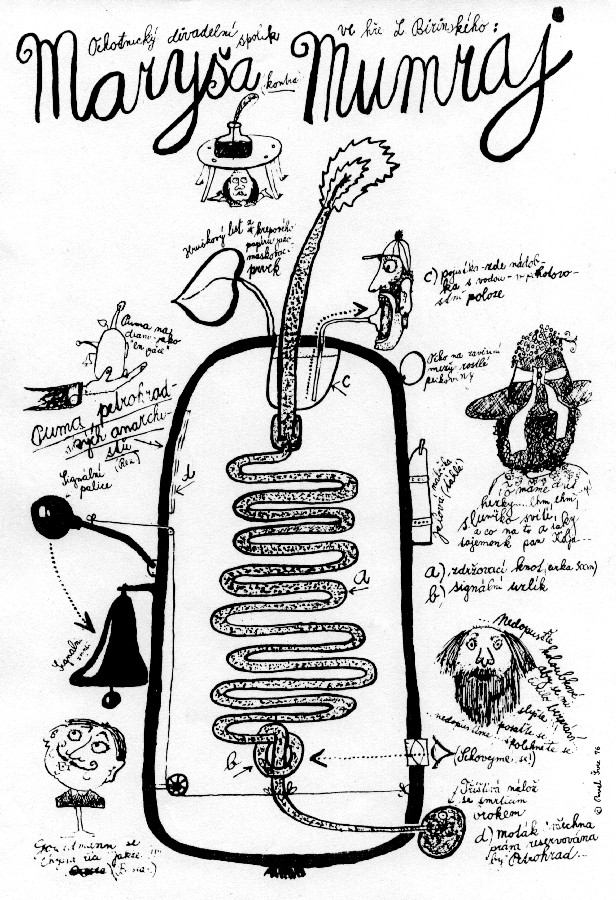
Plakát k první inscenaci Mumraje po 60 letech (Divadlo Maryša 1976).
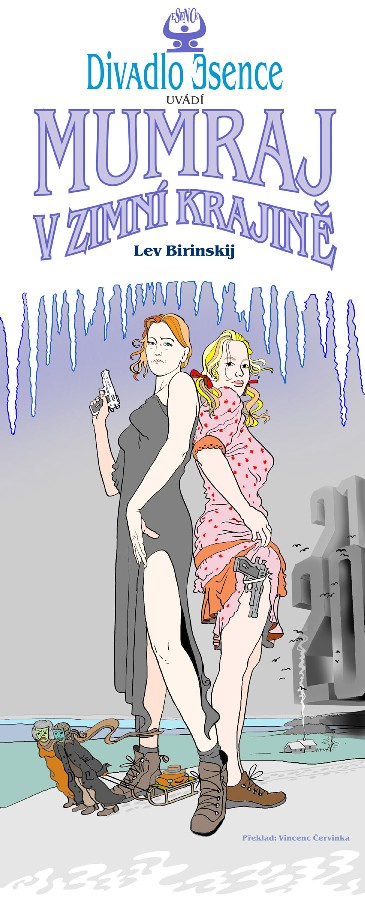
Plakát k inscenaci Mumraje v Amatérském divadle Esence (6. prosince 2002).

- Inscenace:
  - 1. října 1912 – Královské české zemské divadlo (Národní divadlo), Praha; režie: Karel Hašler; celkem 5 představení; konec provozování: 29. října 1912; první uvedení v překladu do jiného jazyka.[7]
  - 21. listopadu 1912 – Národní divadlo v Brně (v Divadle na Veveří), Brno; režie: Karel Jičínský; celkem 2 představení; konec provozování: 23. listopadu 1912.[38]
  - 19. května 1976 – Divadlo Maryša (v sálu restaurace Na tý louce zelený), Praha; úprava a režie: Marie Kubrová; celkem 4 představení; konec provozování: 2. června 1976, první novodobé uvedení.[24]
  - 3. července 1991 – Činoherní klub, Praha; úprava a režie: Ladislav Smoček; celkem 86 představení; konec provozování: 11. září 1993.[28]
  - 28. března 1992 – Amatérské divadlo Esence, Praha; úprava a režie: Marie Kubrová; celkem 6 představení; konec provozování: 4. prosince 1993.[25]
  - 8. ledna 1998 – Divadelní společnost Hobit při Gymnáziu Jihlava; úprava: Ladislav Smoček; režie: Zdeněk Krásenský a Boris Dočekal.[39]
  - 6. prosince 2002 – Amatérské divadlo Esence, Praha; úprava a režie: Marie Kubrová; název: Mumraj v zimní krajině; celkem 34 představení; konec provozování: 29. listopadu 2014.[26]
  - 10. června 2004 – Soubor TakyRyba, Brno; režie: Ondřej Bauer; celkem 3–4 představení.[40]
  - 29. května 2009 – Divadlo na Vinohradech, Praha; úprava: Kristina Žantovská; režie: Ivan Rajmont; celkem 24 představení; konec provozování: 14. června 2010.[30]
  - 21. dubna 2017 – Činoherní klub, Praha; úprava a režie: Ladislav Smoček; název: Tanec bláznů; celkem 44 představení, naposledy 21. února 2020. Poté byl zastaven provoz všech divadel z epidemiologických důvodů a inscenace se už na repertoár nevrátila.[31]

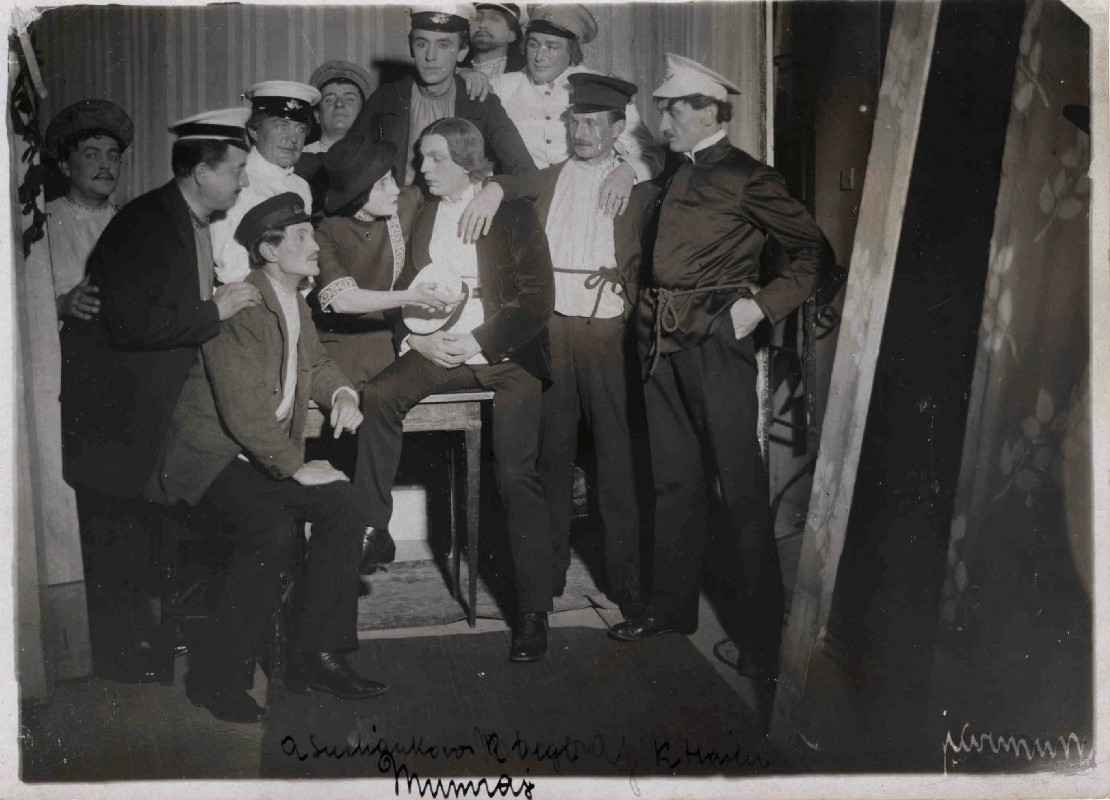
Fotografie z první cizojazyčné inscenace Mumraje v Národním divadle v Praze, rok 1912 (Revolucionáři).
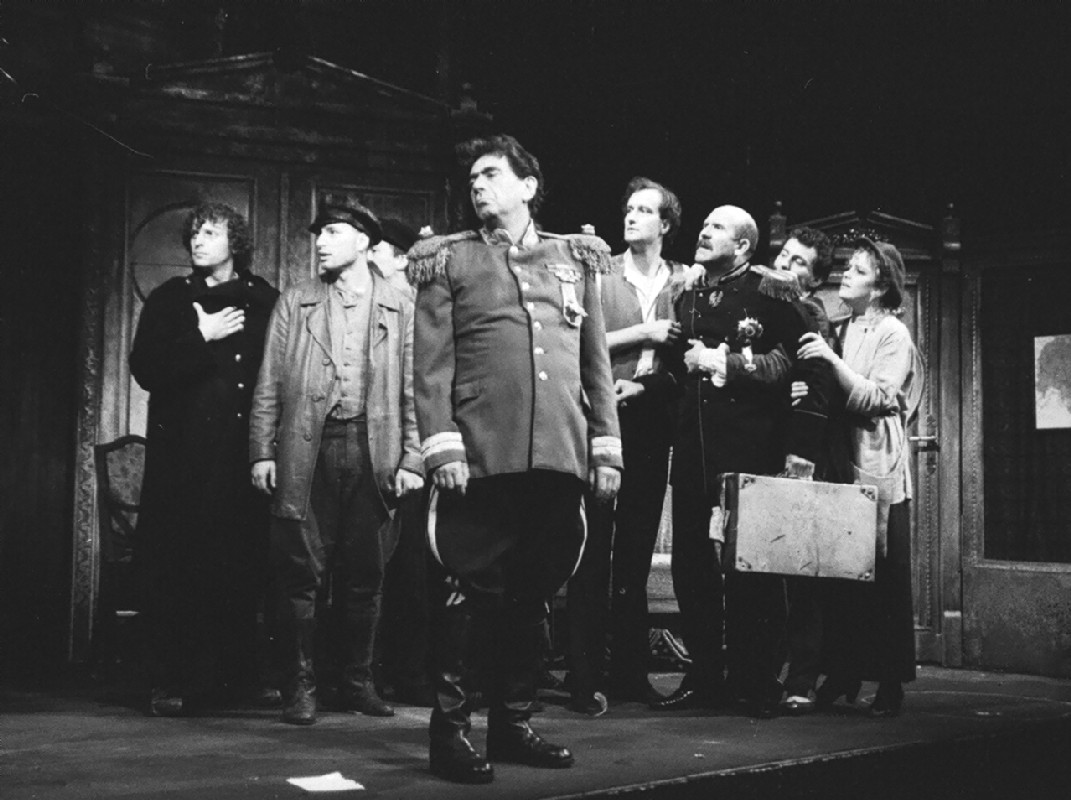
Fotografie z představení Mumraje v Činoherním klubu v Praze, rok 1991 (Závěr hry).
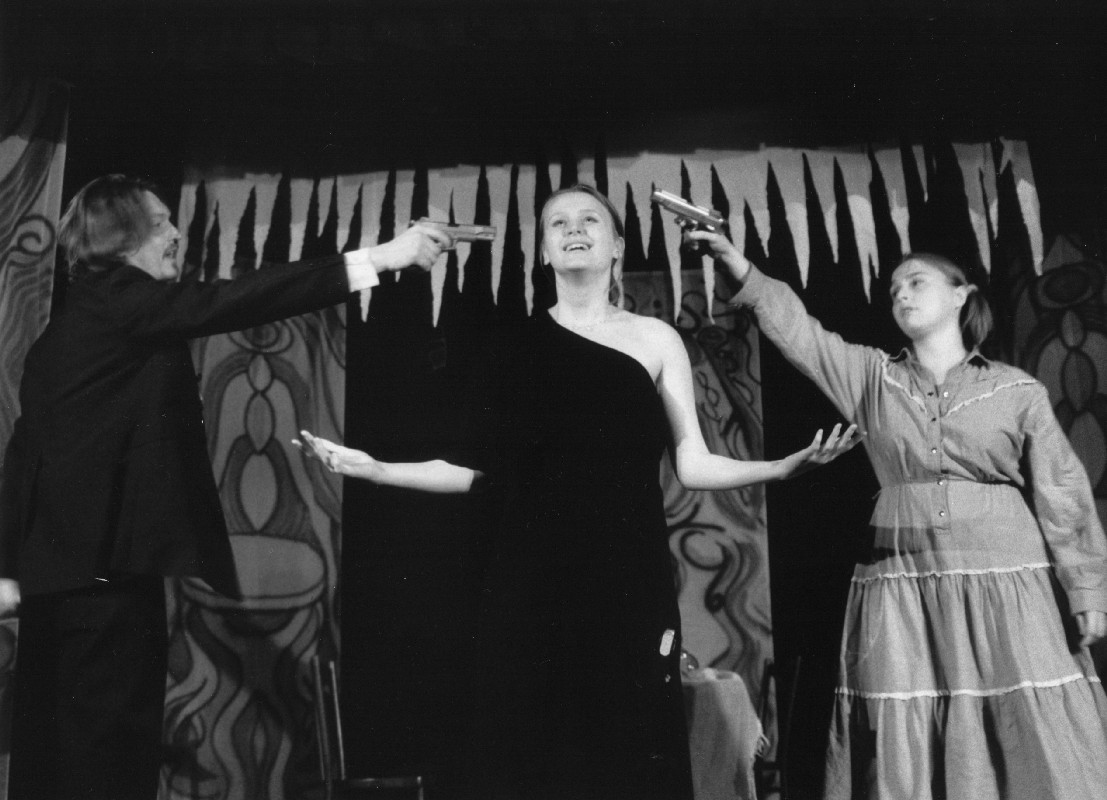
Fotografie z představení Mumraje v Amatérském divadle Esence, rok 2002 (Rozhovor revolucionářů).

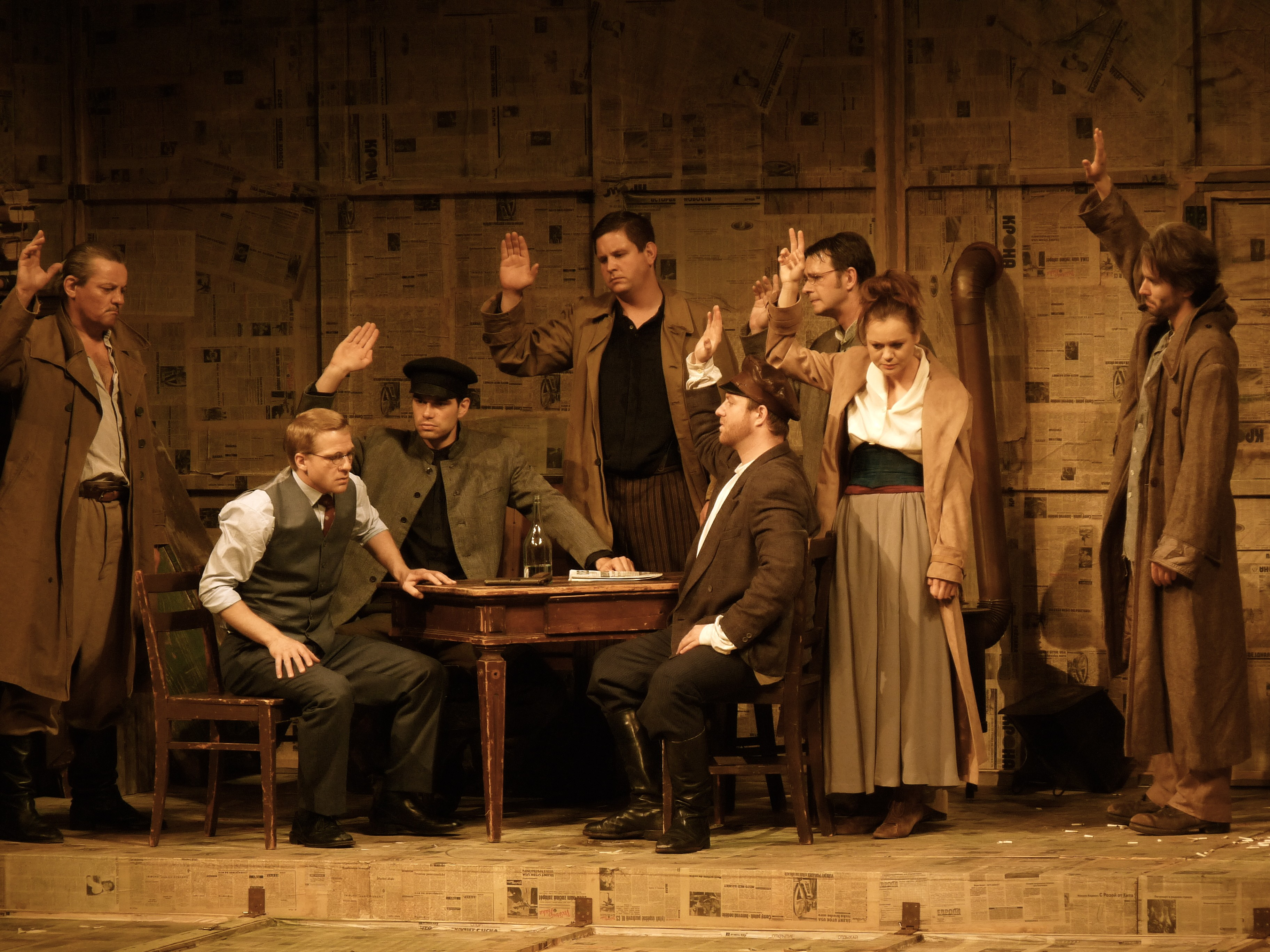
Fotografie z představení Mumraje v Divadle na Vinohradech, rok 2009 (Hlasování revolucionářů).
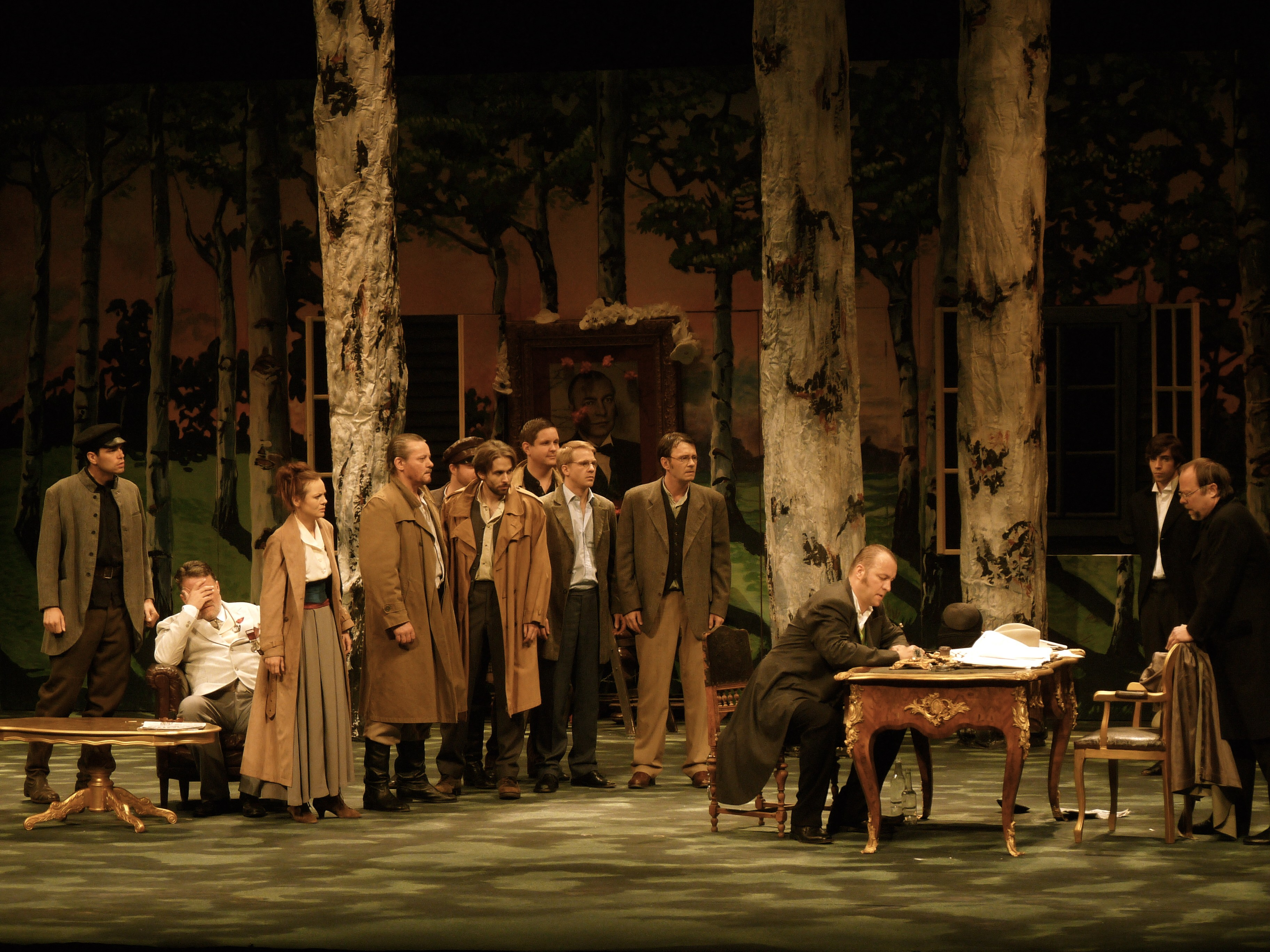
Fotografie z představení Mumraje v Divadle na Vinohradech, rok 2009 (Závěr hry).
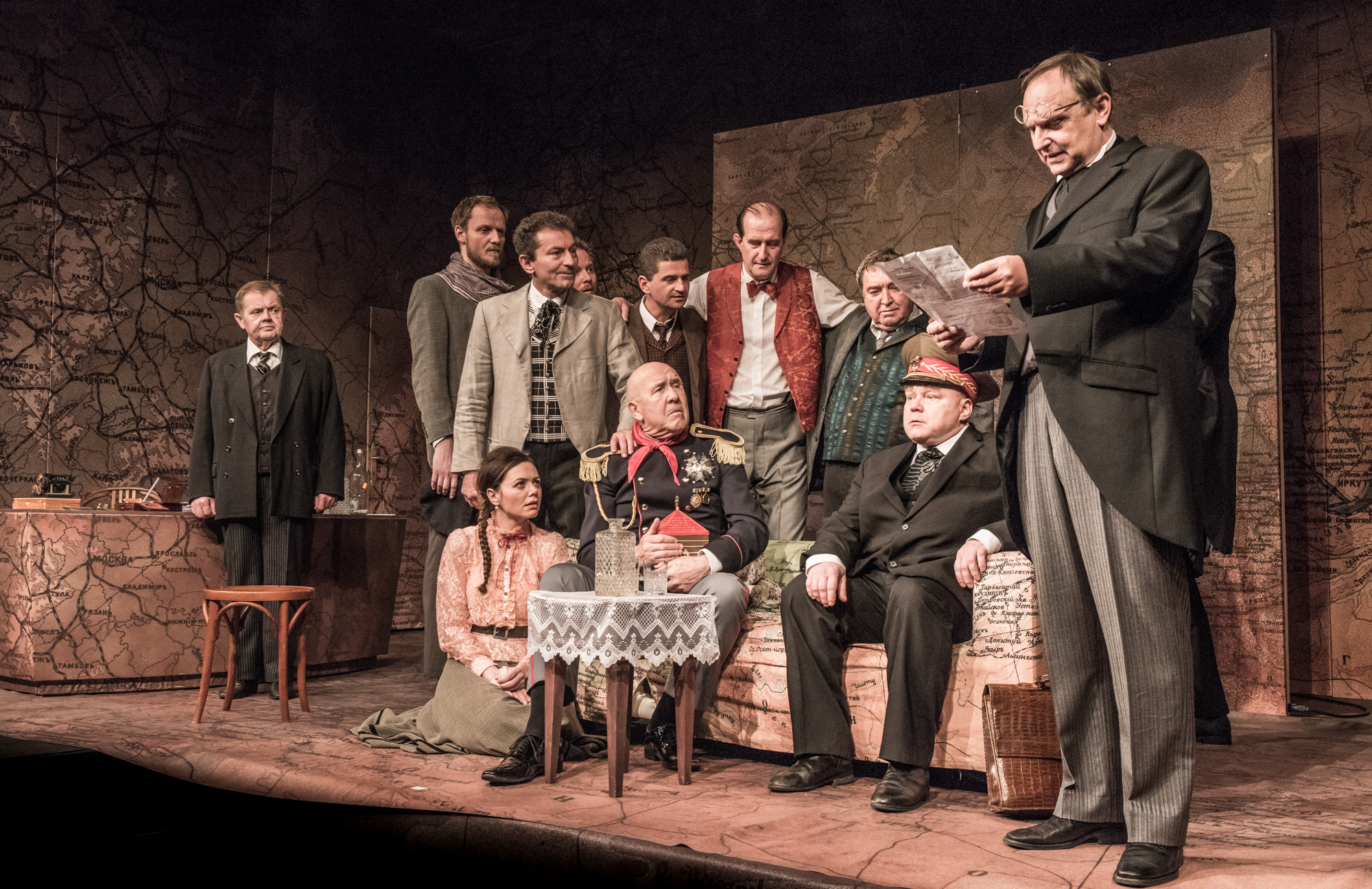
Fotografie z představení Mumraje pod názvem Tanec bláznů v Činoherním klubu v Praze, rok 2017 (Závěr hry).
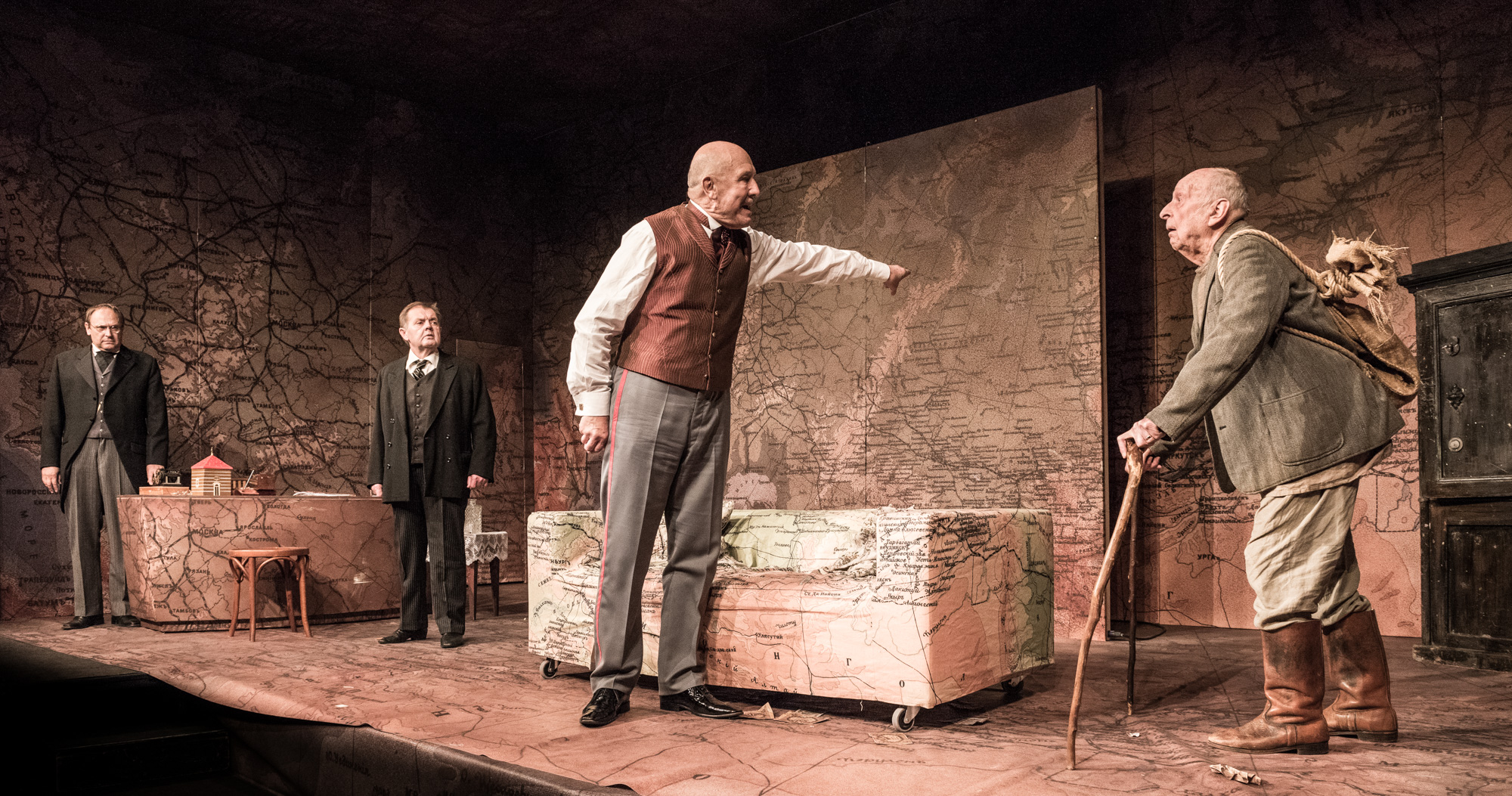
Fotografie z představení Mumraje pod názvem Tanec bláznů v Činoherním klubu v Praze, rok 2017 (Gubernátor s Nikitou – poslední divadelní role Stanislava Zindulky).

## Postavy hry, čas a místo děje
- Ivan Chabarovič – gubernátor
- Jelizaveta – jeho choť
- Kolja – jeho syn z prvního manželství
- Sekretář Gubernátora
- Paní Lapkinová
- Revolucionáři: Kozakov, Malachov, Alexej, Lenskij, Pavlov, Gorovič, Míša, Foma, Máša
- Goldman
- Izidor – jeho syn
- Jekatěrina – jeho služebná
- Starý Nikita
- Janko – jeho syn
- Dernov
- Anfisa – v domě Gubernátorově
- Balukin – úředník na gubernské správě
- Davydov – mladší úředník na gubernské správě
- Policisté.

Místo děje: kterási severní ruská gubernie
Čas děje: za revoluce (zřejmě míněno období kolem roku 1905)

## Synopse hry

### První dějství
Gubernátor jisté severní ruské gubernie ve spolupráci se svým Sekretářem zásobuje petrohradskou vládu falešnými hlášeními o revoluci, která v jeho gubernii probíhá, a o obětech, které boj se zuřící revolucí přináší. Žádá o přidělení dalších a dalších finančních prostředků. A vláda ochotně platí, takže Gubernátorovy příjmy utěšeně rostou. Revolucionáři se však rozhodli právě z této gubernie vybudovat oázu klidu a míru, kde by mohli ukrývat své archivy, skladiště zbraní a své soudruhy, prchající z vězení nebo dekonspirované. Za každou cenu zde tedy brání jakýmkoliv revolučním aktivitám. Do Gubernátorova domu dokonce nasadí revolucionáře Kozakova, který má osobně střežit jeho bezpečnost. Kozakov plní své úkoly natolik pečlivě, že se nechá svést Gubernátorovou stárnoucí ženou. Gubernátor to mlčky a s povděkem přechází, protože má sám mimomanželský poměr a nemanželské dítě. Do této idylky zasáhne novinová zpráva, která rázně popře informace vládních listů o zdejší zuřící revoluci a konstatuje, že je zde naprostý klid a pořádek. Gubernátor se začne bát o své vedlejší příjmy a Sekretář navrhne zachránit situaci fingovaným atentátem na Gubernátora. Tento atentát spolu také ihned zinscenují.

### Druhé dějství
Zdejší revolucionáři žijí, maskováni jako studenti, v domě židovského obchodníka Goldmana. Jeho syn Izidor nemohl studovat kvůli existující kvótě pro studenty židovského původu. Goldman tedy zaplatí studium synovi mužika Nikity a po dobu studií ho chce i živit – zvýšením počtu křesťanských studentů získá v rámci kvóty místo i pro Izidora. Nikita je přesvědčen, že za tím musí být nějaký podvod, a na všech stranách žádá, aby mu nebylo činěno bezpráví. Revolucionáři tráví dny u Goldmana nekonečnými debatami. Lenskij navrhne, aby se všichni ruští revolucionáři sami zastřelili s odůvodněním, že nelze žít v takových poměrech – to by Rusko jistě probudilo. Alexeje se rozhodnou potrestat, protože po ulicích vykřikoval revoluční hesla, přestože jejich revolučním úkolem je udržet klid a pořádek. Máša přivede Nikitu s jeho věčným požadavkem, aby se mu nečinilo bezpráví – revolucionáři sice nevědí, v čem bezpráví spočívá, ale vášnivě diskutují, jak mu pomoci. Do toho přinese Kozakov zprávu o atentátu na Gubernátora. Revolucionáři přemýšlejí, jak odvrátit následky tohoto činu – zatýkání, domovní prohlídky atd. Jediným řešením je prokázat nepolitický charakter atentátu. Kozakov se rozhodne sám sebe obětovat – přizná se na policii, že Gubernátora chtěl zastřelit z nešťastné lásky k jeho ženě.

### Třetí dějství
Kozakov se Gubernátorovi přizná, že ho chtěl z lásky k jeho ženě zastřelit, a žádá proces a odsouzení. Gubernátor ho přesvědčuje, aby od procesu upustil, nabízí mu kariéru, odpouští mu „atentát“ i lásku ke své ženě. Nakonec dokonce svoluje, aby si Kozakov Gubernátorovou odvedl. Kozakov trvá na svém uvěznění. Přichází zpráva od vlády – Gubernátor je za statečnost vyznamenán a povýšen do funkce v Petrohradu. Z bezpečnostních důvodů musí ihned opustit gubernii, ve funkci ho nahradí generál Dernov, který je už na cestě. Gubernátor si uvědomí, že Dernov jeho „hru na revoluci“ okamžitě odhalí. Rozhodne se k zoufalému činu – ještě před Dernovovým příjezdem chce zorganizovat ve městě povstání.

### Čtvrté dějství
Do ulic jsou vysláni přestrojení policisté, aby „dělali revoluci“. Skuteční revolucionáři však zasáhnou, policisty zatýkají a předávají gubernským úřadům. Gubernátor se jim v tom snaží zabránit, obhajuje před nimi revoluci. Nadšení revolucionáři se přiznávají, že jsou skutečnými revolucionáři a chystají se s Gubernátorem spolupracovat. Mezi zatčenými je však i generál Dernov, který mezitím inkognito přijel převzít vedení gubernie. Sekretář zjistí jeho skutečnou totožnost a při „výslechu“ před ním sehraje komedii, kdy naoko vzkazuje Gubernátorovi svou rezignaci, protože nemůže být současně úředníkem i revolucionářem. Získá si Dernovovy sympatie a Gubernátorovi „zatčeného“ představí jako revolucionáře Lenského. Gubernátor Dernova / Lenského okamžitě požádá o spolupráci při vyvolání revoluce. Dernov odhalí svou pravou totožnost a chystá se revolucionáře i s Gubernátorem pozatýkat. Přichází však další zpráva od vlády – řízením gubernie je pověřen Sekretář. Jako první úkol má zatknout Dernova, který si v minulém působišti nechával poukazovat peníze na boj s revolucí a zpronevěřil je. Pak Sekretář nechá zatknout i Gubernátora a všechny revolucionáře.

### Dramaturgické poznámky
Motiv atentátu na gubernátora se v Birinského raných hrách opakuje dvakrát. Před Mumrajem, kde je použit ve velmi parodické podobě, se motiv atentátu objevil i ve hře Moloch. Přestože autor své hry zasadil do prostředí blíže nespecifikovaných ruských gubernií, za bezprostřední inspiraci pro tento motiv mohla posloužit událost domácí, tedy rakousko-uherská. Dne 12. dubna 1908 ve Lvově zastřelil ukrajinský student a člen tamní sociální demokracie Miroslav Sičinskij haličského místodržitele hraběte Andrzeje Kazimierza Potockého. Byl odsouzen k trestu smrti, který mu však byl císařem změněn na 20 let žaláře. Roku 1911 se mu podařilo uprchnout z vězení a emigrovat.
Postava jménem Lenskij je zmíněna i v Birinského hře Raskolnikov – Razumichin vypráví, že jistý Lenskij „s křivým nosem“ u Zosimova tvrdil, že by bez výčitek zabil lichvářku Alenu. Lze však najít ještě jednu souvislost. Krycí jméno „Alenskij“ používal Dmitrij Bogrov, anarchista a agent kyjevské Ochranky, který roku 1911 spáchal úspěšný atentát na ruského premiéra Pjotra Stolypina a byl vzápětí popraven. Atentát na Stolypina použil Birinski jako jeden z motivů ve své hře The Holy Devil (Rasputin). Vzhledem k tomu, že v Molochovi z roku 1910 se žádný Lenskij neobjevuje, je možné, že tato postava byla skutečně inspirována až Bogrovem.

## Autorskoprávní dodatek
Majetková práva k samotné hře budou trvat do 31. prosince 2021 (autor zemřel v roce 1951). Do dnešního dne se nepodařilo najít ani vlastníka, ani správce těchto práv, přestože pátrání proběhlo za pomoci agentury Dilia v Německu u agentury, která zastupovala práva ke hře v době jejího vzniku, i v USA, kde Leo Birinski publikoval další díla a kde také zemřel. Pátrání po Birinského dědicích, případně po jiných vlastnících či správcích majetkových autorských práv k jeho dílu pokračuje i nadále, situace se tedy v budoucnu může změnit.